# Membranófono

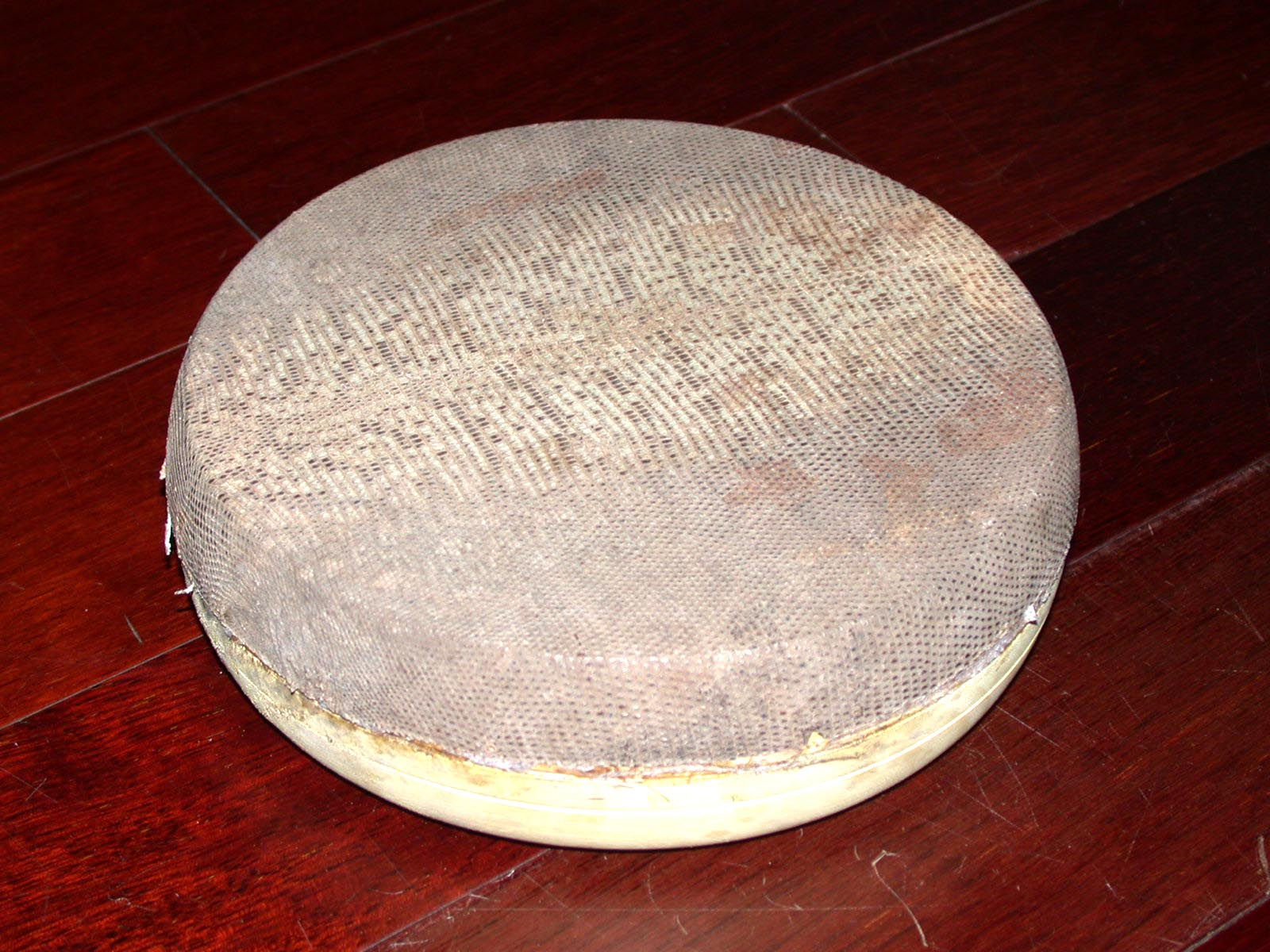
Una kanjira

Se llama membranófono o instrumento de percusión de membrana al instrumento musical cuya vibración se produce en una membrana tensa (también parche) hecha de piel o de materiales sintéticos. A veces pueden tener dos membranas tensas, como en el caso de algunos instrumentos cilíndricos que tienen un parche en cada extremo.
Las membranas se percuten con la mano, con baquetas (palillos de madera), con escobillas metálicas, o con escobillas de distintos tamaños y formas.
Por la forma de producir la vibración de aire en el cuerpo del instrumento, se pueden clasificar así:
Membranófonos percutidos:
- Tambores semiesféricos: por ejemplo, el timbal de concierto.
- Tambores cónicos: por ejemplo, las tablas.
- Tambores cilíndricos: por ejemplo, el tambor.
- Tambores de barril: por ejemplo, los barriles de bomba.
- Tambores de reloj de arena: por ejemplo, los tambores batá.
- Tambores de copa: por ejemplo, el derbake.
- Tambores de marco: por ejemplo, la pandereta.

Membranófonos no percutidos:
- Tambores de fricción: por ejemplo, la zambomba, la cuica y el juque (instrumento de Costa Rica.
- Soplados: por ejemplo, el mirlitón. Se creó en el año 1689
- Por ejemplo:Un tambor o tímpano es un instrumento de percusión de sonido indeterminado, perteneciente a la familia de los membranófonos según el sistema de clasificación de Hornbostel-Sachs. Consta de una caja de resonancia, que suele ser de forma cilíndrica, y una membrana llamada parche, que cubre la abertura de la caja. Algunos tipos de tambores tienen parches en ambos lados. El sonido se obtiene al golpear el instrumento en el parche con la mano o con baquetas. También se suele percutir la caja